# Jubilé impérial
Le Jubilé impérial est un ensemble de manifestations culturelles organisé à Rueil-Malmaison (Hauts-de-Seine) depuis 2012 sur le thème du couple constitué par Napoléon et Joséphine, connu pour ses séjours au château de Malmaison, qui devient la demeure principale de Joséphine après son divorce et où elle mourra en 1814.

## Historique

### Premier jubilé (2012)

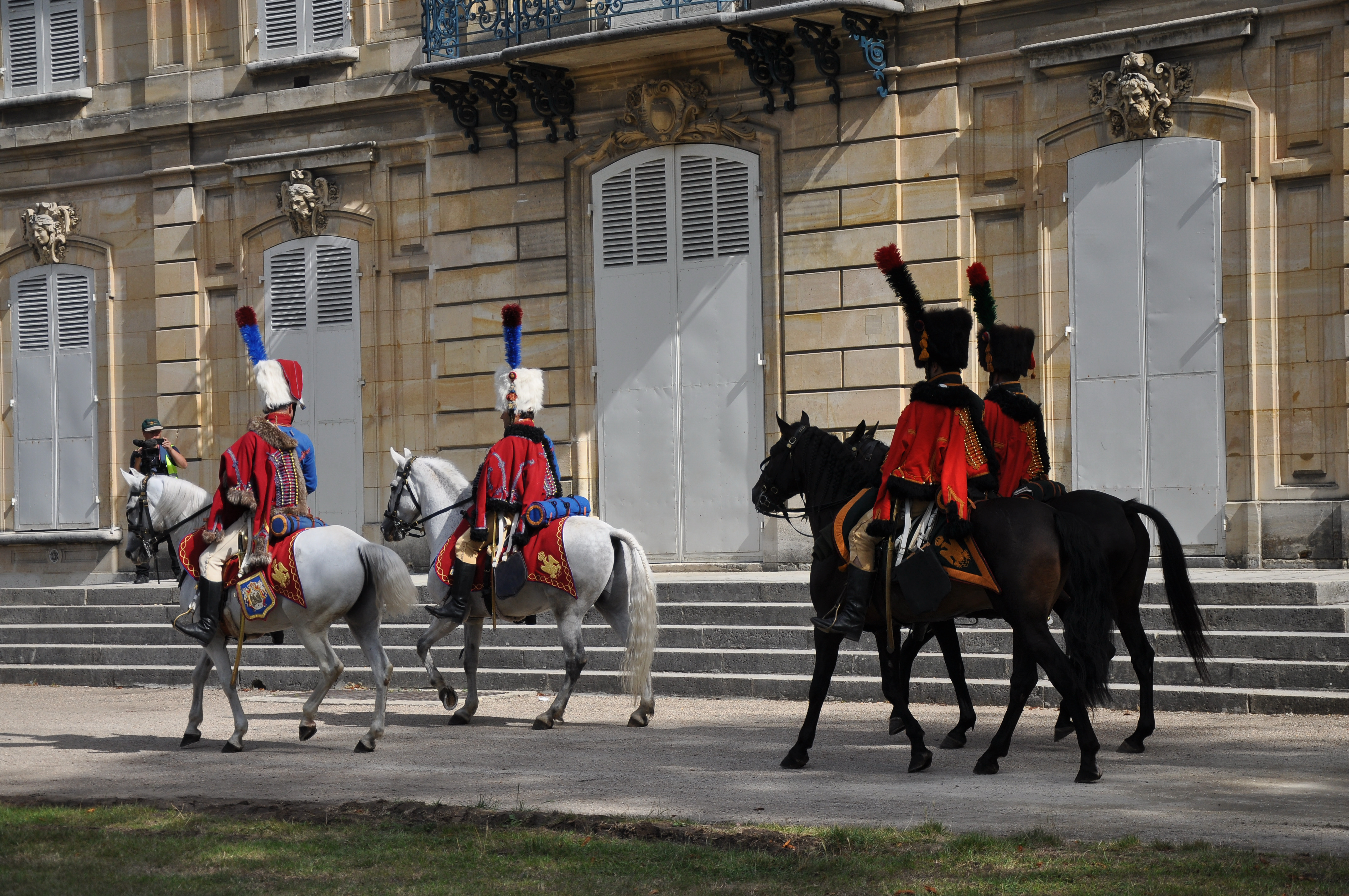
Quatre cavaliers dont deux hussards, à droite de l'image

La première édition du Jubilé impérial se déroule du 10 au 17 septembre 2012. 
Elle comporte notamment une exposition intitulée « Napoléon fait son cinéma » qui présente des costumes et accessoires de films mettant en scène Napoléon, au théâtre André-Malraux (TAM). Deux pièces de théâtre sont présentées au public : « La Conversation » montée par Jean-Laurent Silvi  d'après le roman de Jean d’Ormesson qui met en scène Napoléon Bonaparte (Maxime d'Aboville) et Cambacérès (Alain Pochet (d)) et la pièce « L’Amour Impérial » de Pascal Bancou (d) mise en scène Xavier Lemaire, avec Natacha Amal dans le rôle de Joséphine.
D'autres événements sont organisés comme la reconstitution d’un bivouac d’Empire, une vente aux enchères de souvenirs napoléoniens, etc.

### Second jubilé (2014)
Du 15 au 21 septembre 2014 la seconde édition est notamment marquée par de grandioses reconstitutions autour d'acteurs s'attachant à présenter avec fidélité l'Empereur des Français.
Francis Huster fait au théâtre André-Malraux une lecture de « Waterloo » de Victor Hugo, accompagné au piano par Pascal Amoyel. Une fiction historique « Le visiteur de l'Histoire : au cœur de la bataille de Waterloo » a été présentée, ainsi qu'un film documentaire de Xavier Lefebvre (d) racontant la vie militaire deux jours avant la fameuse bataille, suivi d'une discussion avec Sébastien Brunaud (d), producteur, et Serge Tignères (d), historien. À l'occasion des journées du patrimoine, des reconstitutions historiques permettent de présenter six pièces d’artillerie, plus de 500 soldats de la Grande Armée, 60 cavaliers, la tente de Napoléon, l’Empereur et son état major, le tsar Alexandre. L'acte de mariage de Napoléon et Joséphine est mis aux enchères, avec d'autres pièces de cette époque. C'est dans ce cadre qu'est créée l'exposition « Histoire en briques LEGO » qui a ensuite été présentée sur de nombreux sites napoléoniens.
Un grand bal en costume d'époque a été donné en ouverture du Jubilé.

### Troisième jubilé (2017)

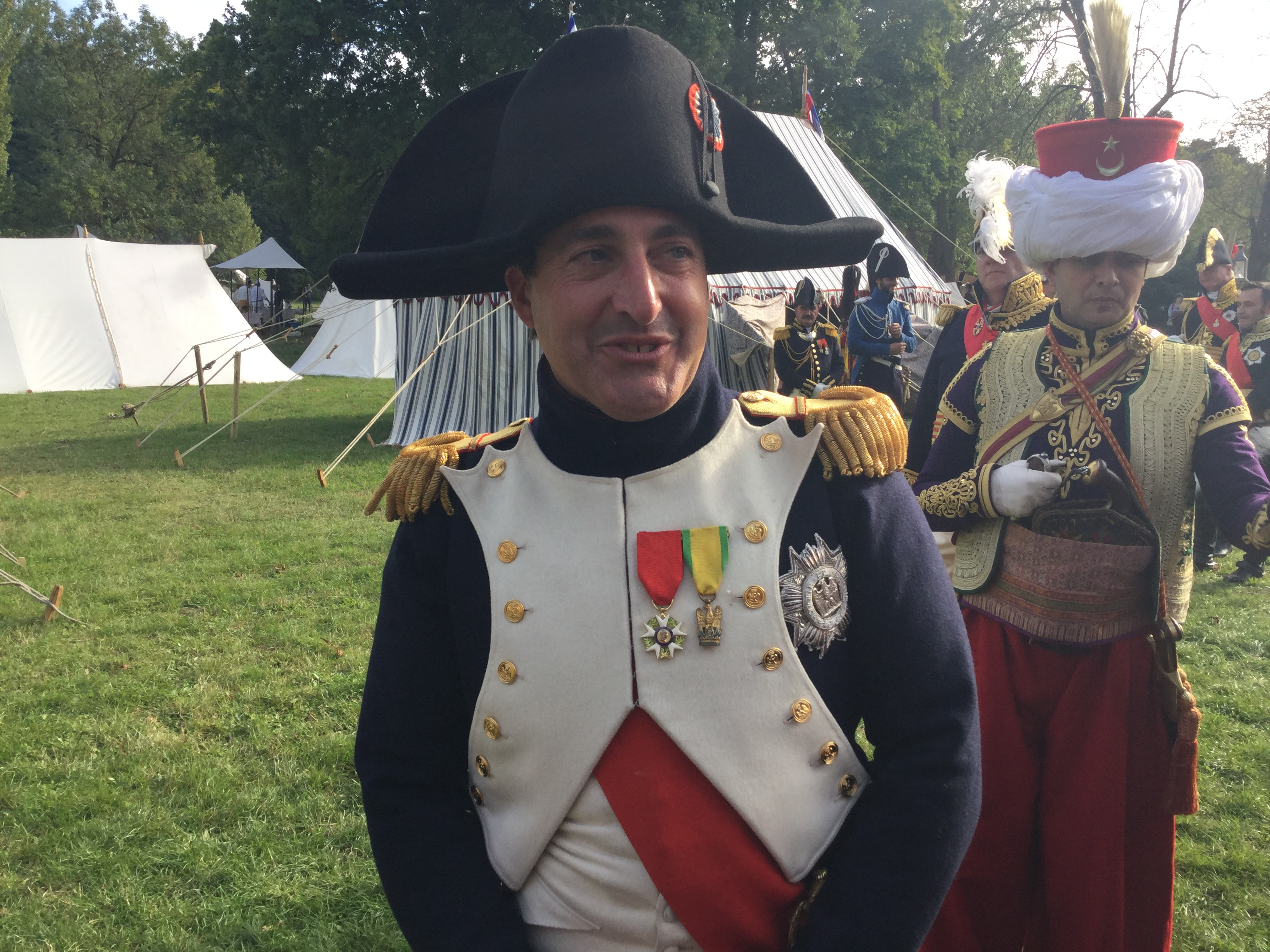
Napoléon

Le troisième jubilé s'est tenu du 18 au 24 septembre 2017. Cette édition célèbre le 210e anniversaire du traité de Tilsit entre Napoléon 1er et le tsar Alexandre 1er.
Au programme de cette édition :
- Grand concert de fanfares : contingent des Grenadiers fribourgeois (fanfare de Fribourg)[13], contingent des Vieux-Grenadiers genevois (Genève)[14], la fanfare de Villingen (Bade-Wurtemberg), la musique de la Garde impériale de Dijon[15], la fanfare des hussards d’Altkirch (Alsace), les Pipes & Drums de Częstochowa (Pologne)[16].

### Quatrième jubilé (2022)
Après une interruption liée à la pandémie de Covid-19, l'édition du 10e anniversaire du jubilé se déroule du 19 au 25 septembre 2022 autour de la mise en place des institutions en 1804.
Parmi les manifestations :
- des conférences données par divers spécialistes :
  - La Constitution de l'an XII : naissance du Premier Empire, par Jacques-Olivier Boudon, professeur d'histoire contemporaine à Sorbonne Université et président de l'Institut Napoléon
  - Ingres, l'œil de Napoléon, par Hector Obalk[17]
  - Napoléon croyait-il en Dieu, avec le père Guillaume Leclerc
- un spectacle théâtral Je n'ai pas passé un jour sans t'aimer, à partir de lettres intimes échangées entre Joséphine et Napoléon
- la reconstitution du quartier général impérial dans le parc du château de Bois Préau (d), avec la participation de plus de 800 reconstitueurs venus spécialement de plusieurs régions de France et de nombreux pays étrangers[18]
- cérémonie de la remise des aigles reproduisant le serment de l’armée fait à l’Empereur le 5 décembre 1804 trois jours après son sacre, alors devant l’École militaire de Paris[19]
- le traditionnel concert de fanfares avec les mêmes partenaires qu'en 2017, clôturé par un feu d’artifice
- une parade impériale avec la participation de la Garde républicaine, suivie d'un concert de celle-ci
- de grandes expositions consacrées à la mode vestimentaire de l'époque napoléonienne, à des portraits d'époque et aux robes et habits populaires à l’Atelier Grognard (d), à la médiathèque Jacques-Baumel et au Théâtre André-Malraux (d)

## Polémique
Le jubilé impérial a été la source de plusieurs polémiques, notamment vis-à-vis de la glorification présumée de Napoléon, critiquée par des individus critique de l'ancien Empereur de France.
Lors du premier jubilé une statue a été placée à l'entrée du Parc de  l'amitié dans le centre-ville de Rueil représentant Napoléon, un pied sur le globe terrestre. Cette statue a suscitée une indignation chez certains individus l'accusant de représenter un impérialisme accusé d'être dangereux.
Quelques jours avant le 4ème jubilé ont été distribué dans les boîtes aux lettres de Rueil des messages critiquant Napoléon 1er et le jubilé, rappelant notamment "l'exil de Chateaubriand" et "la presse muselée".